# Stanisław Rzeźniczak
Stanisław Rzeźniczak (ur. 13 listopada 1954 w Kietlinie) – polski lekkoatleta, średniodystansowiec, mistrz Polski.

## Osiągnięcia
Specjalizował się w biegu na 800 metrów. Wystąpił w tej konkurencji w finale Pucharu Europy w 1981 w Zagrzebiu, zajmując 7. miejsce.
Był mistrzem Polski w biegu na 800 m w 1979, wicemistrzem w 1980, 1981 i 1982 oraz brązowym medalistą w 1983. 
W latach 1980–1983 dziewięciokrotnie startował w meczach reprezentacji Polski w biegu na 800 m, bez zwycięstw indywidualnych. Był zawodnikiem Lechii Tomaszów Mazowiecki, RKS Radomsko, Hutnika Kraków.

## Rekordy życiowe
Rzeźniczak ustanowił następujące rekordy życiowe:
- bieg na 400 m – 48,30 s. (21 czerwca 1980, Łódź)
- bieg na 800 m – 1:47,51 s. (10 czerwca 1982, Warszawa)[6]
- bieg na 1000 m – 2:19,4 s. (8 września 1981, Białystok) - 15. wynik w historii polskiej lekkoatletyki[7]
- bieg na 1500 m – 3:41,14 (29 sierpnia 1985, Ołomuniec)[8]

### Rekordy nieoficjalne
W roku 1981 ustanowił nieoficjalny halowy rekord Polski w biegu na 600 metrów – 1:18,2 s. (w tej konkurencji nie notuje się oficjalnych rekordów, a jedynie najlepsze wyniki), rezultat ten został pobity dopiero 27 lat później (w roku 2008) przez Piotra Dąbrowskiego.